# Gräfimattstand
Gräfimattstand är en bergstopp i Schweiz.   Den ligger i kantonen Obwalden, i den centrala delen av landet, 70 km öster om huvudstaden Bern. Toppen på Gräfimattstand är 2 050 meter över havet, eller 68 meter över den omgivande terrängen. Bredden vid basen är 0,85 km.
Terrängen runt Gräfimattstand är bergig åt sydost, men åt nordväst är den kuperad. Runt Gräfimattstand är det ganska glesbefolkat, med 24 invånare per kvadratkilometer.. Närmaste större samhälle är Luzern, 19,8 km norr om Gräfimattstand. 
I omgivningarna runt Gräfimattstand växer i huvudsak blandskog.